# 米拉省
米拉省（阿拉伯語：ولاية ميل）是阿尔及利亚东北部的一个省，首府米拉。該省與君士坦丁省接壤，成立於1984年，下轄13个区和32个市鎮。2008年人口為768,419。